# Kalyna Roberge
Kalyna Roberge (Sainte-Etienne-de-Lauzon, 1 oktober 1986) is een Canadees shorttrackster.

## Carrière
In 2005 won Roberge brons op de wereldkampioenschappen shorttrack junioren en datzelfde jaar werd ze wereldkampioene aflossing. Een jaar later, tijdens de Olympische Winterspelen 2006, behaalde ze zilver met het Canadese team op de 3000 meter aflossing en werd ze vierde op de 500 meter. Ook won ze dat jaar brons op het wereldkampioenschap, een prestatie die ze in 2007 herhaalde. In 2010 won Roberge opnieuw olympisch zilver met de aflossingsploeg.

## Persoonlijke records
| Afstand    | Tijd     | Datum   | Baan        | Land |
| ---------- | -------- | ------- | ----------- | ---- |
| 500 meter  | 44,116   | 1-4-06  | Minneapolis | USA  |
| 1000 meter | 1.31,031 | 2-4-06  | Minneapolis | USA  |
| 1500 meter | 2.22,899 | 5-9-05  | Saguenay    | CAN  |
| 3000 meter | 5.19,804 | 26-3-06 | Montreal    | CAN  |